# 小报 (版式)

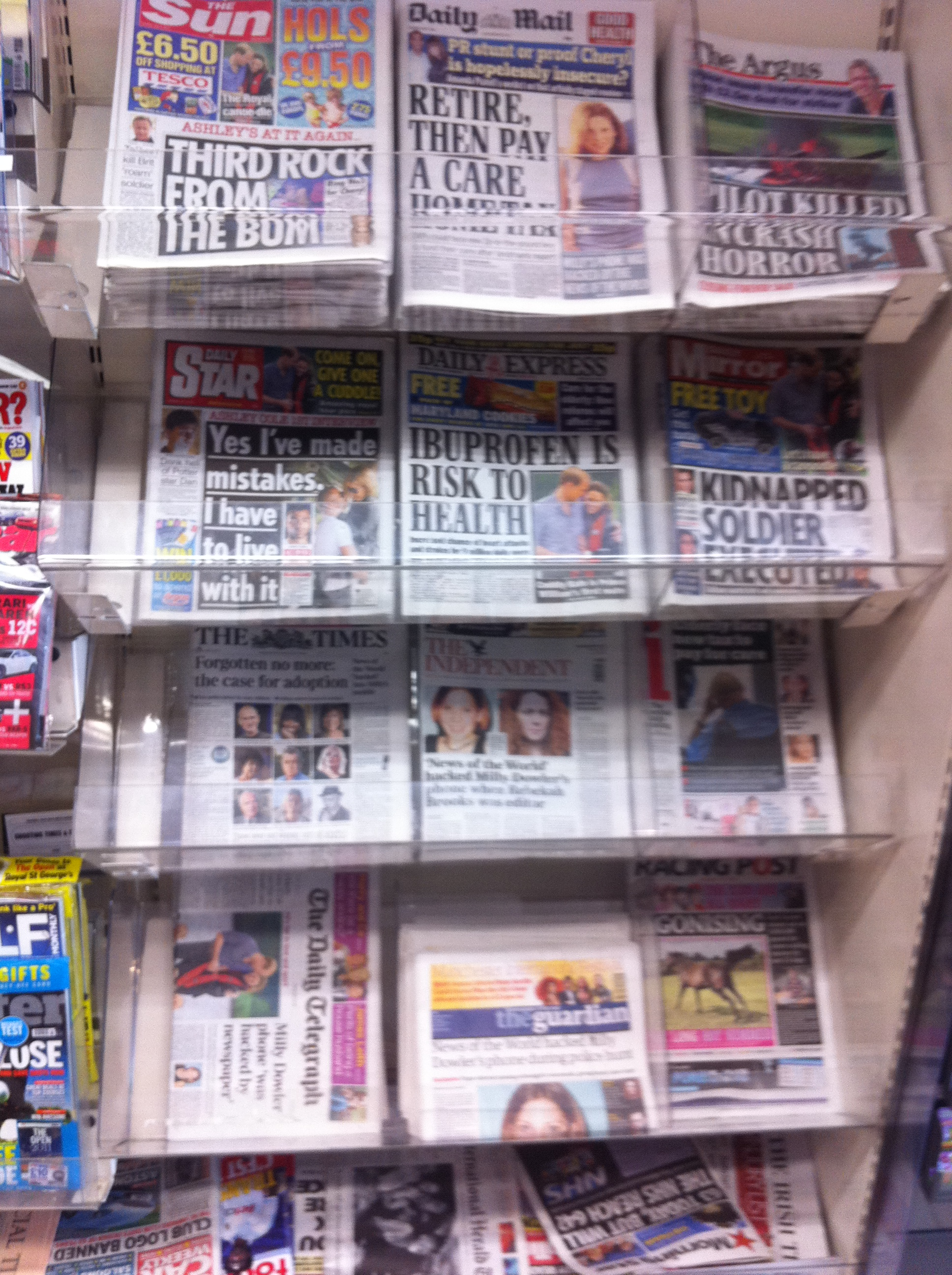
英國報攤上的一些小報

小型報（英語：tabloid），或稱小報，四開，原指尺寸為23.5英寸×14.75英寸（597mm × 375mm），即版面為大報（broadsheet）一半的報紙；由於以此規格發行的報紙多以八卦或庶民導向（所謂的軟性新聞）為主要風格，之後也引申用來稱呼此類報導風格的各種報紙。
世界上知名的小報有《世界新聞周刊》、《世界報》、《太陽報》、《圖片報》、《紐約郵報》等。

## 發展
世界上第一份小報是英國的《每日鏡報》，創刊于1903年。《每日鏡報》強調文章簡短、煽情，且大量採用圖片；內容以娛樂新聞、體育新聞、八卦緋聞、民生消費、醜聞為主，較少報道大報所關注的公共議題與政經大事。因此，小報不僅指版式較小的報紙，也有了內容腥膻八卦、通俗聳動的意涵。故指小報常含貶義。
近年來，由于網路的普及導致年輕人出現了文字脫離的現象，加之傳統媒體新聞公信力下降，報紙的銷路也隨之面臨危機。於是，過去的大報也紛紛改走小報路線，被稱為小報化。英國的傳統大報《獨立報》因銷量不佳，決定發行大開本與小開本兩種形式，銷路立即大增；英國另一大報《泰晤士報》也迅速跟進。一些嚴肅報紙，如《華盛頓郵報》等，也開始注重軟性新聞。

## 中国大陆的小型报
中国大陆的小型报又称为四开报，为现时比较流行的报式，中國大陸發行量较大的报纸多为四开报，如《南方都市报》、《参考消息》、《扬子晚报》、《信息时报》、《楚天都市报》。

## 香港的小型報
香港主流報章中，最早以小型報規格發行的多為免費報章，例如在2002年獲得地鐵批准獨家在地鐵站內發行的《都市日報》及其後創刊的《頭條日報》和《am730》。反之，以傳統規格排版的收費報章中，早在1995年創刊的《蘋果日報》就走小報編採風格，而《蘋果日報》的成功亦令其他主流收費報章都逐漸走向小報化。